# جدل الاكام (السياني)

تعديل مصدري - تعديل

جدل الاكام محلة تابعة لقرية ذي شراق، التابعة لعزلة ذي شراق بمديرية السياني إحدى مديريات محافظة إب في الجمهورية اليمنية.، بلغ تعداد سكانها 104 حسب تعداد اليمن لعام 2004.